# Última aplicação da pena capital na Espanha
A última aplicação da pena capital na Espanha ocorreu em 27 de setembro de 1975, quando dois membros do grupo nacionalista e separatista basco armado ETA político-militar e três membros da Frente Patriótica Antifascista Revolucionária (FRAP) foram executados por pelotões de fuzilamento depois de terem sido condenados e sentenciados à morte por tribunais militares pelo assassinato de policiais e guardas civis. A Espanha era a única ditadura da Europa Ocidental na época e havia sido impopular e isolada internacionalmente no pós-guerra devido às suas relações com a Alemanha nazista nas décadas de 1930 e 1940 e ao fato de seu líder autocrático, Francisco Franco, ter chegado ao poder derrubando um governo democraticamente eleito. Como resultado, as execuções resultaram em críticas substanciais ao governo espanhol, tanto no país quanto no exterior. As reações incluíram protestos de rua, ataques a embaixadas espanholas, críticas internacionais ao governo espanhol e medidas diplomáticas, como a retirada dos embaixadores de quinze países europeus.
Este foi o último uso da pena de morte na Espanha; após a morte de Francisco Franco, dois meses depois, não houve mais execuções. A Constituição espanhola de 1978 aboliu em grande parte a pena de morte, com exceção de casos limitados em tempos de guerra, e essas exceções foram abolidas em 1995. Em 2012, uma comissão do Governo basco considerou que os processos usados para condenar dois dos executados tinham violado os seus direitos e atribuído indemnizações às suas famílias.